# Halal

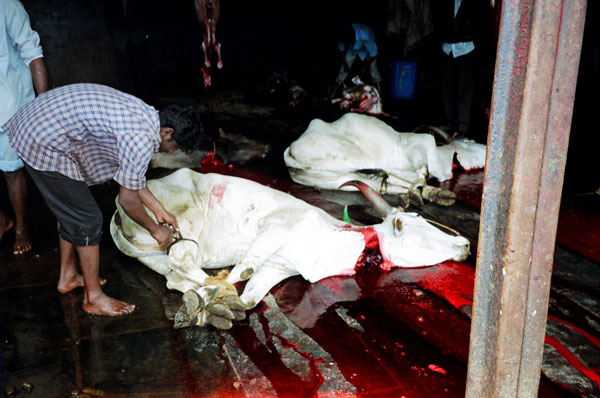
Halal porážka neomráčeného zvířete

Halál (arabsky: حلال, ḥalál) v překladu „povolený, přípustný“, je termín označující veškeré předměty a činnosti každodenního života, jež jsou podle islámské tradice povoleny. Nejčastěji se tento pojem používá ve spojitosti s potravinami, které je muslimům povoleno konzumovat, vztahuje se však také na léčiva či kosmetiku. V judaismu se v obdobném smyslu používá termín košer.

## Zakázané a povolené pokrmy
Mezi zvířata, která je povoleno konzumovat, patří většina býložravců, ryby a ptáci (kromě dravců).

### Zakázané pokrmy
- Vepřové
- Krev
- Zvířata poražená jménem jiného boha než Alláha. Vše, co bylo nabídnuto jako oběť modle, světci nebo člověku označovanému za "božského".
- Zdechlina
- Hmyz
- Obojživelníci (žáby apod.)[zdroj?]
- Zvíře, které bylo udušeno, ubito k smrti, zahynulo pádem, probodnuto nebo roztrháno dravou zvěří.
- Jídlo, nad nímž nebylo vysloveno jméno Alláhovo
- Alkohol a jiné omamné látky

Výše uvedené pokrmy jsou na základě veršů z Koránu označovány harám (حرام), škodlivé.
Jestliže pro muslimy není halal jídlo dostupné, je povoleno konzumovat košer potraviny, které jsou židovskou obdobou muslimských halal potravin. Je to dáno obdobným způsobem porážky, přípravy košer jídla a stravovacími zvyklostmi, které jsou dodnes dodržovány ortodoxními židy.

## Porážka zvířat podle muslimské tradice
Islám kromě pravidel, co smí muslim konzumovat, také určuje, jakým způsobem má být jídlo připraveno. S tím je i spojena rituální porážka, v islámu nazývaná dhabíha (ذبيحة). Zvíře by při ní mělo být položeno na zem směrem ke Kábě a zabito podříznutím hrdla, a to jedním tahem nože, při kterém dojde k přetnutí tepny, jež zásobuje mozek krví. Po podříznutí pak zvíře v některých případech může být pověšeno za zadní nohy kvůli důslednému vykrvácení (krev je pro muslimy nečistá). V případě, že dojde k usmrcení zvířete jinak než podříznutím, je maso považováno za znehodnocené.
Způsob porážky je předmětem diskusí mezi některými věřícími a ochránci práv zvířat. Zvíře je v některých případech dhabíhy zabíjeno bez omráčení. Existuje tak diskuse, zdali porážka bez omráčení nevede ke zbytečnému utrpení zvířete. Ačkoli je v České republice uzákoněno, že zvířata smějí být zabíjena pouze po předchozím omráčení, byla muslimům a židům z náboženských důvodů udělena výjimka z tohoto zákona (zákon č. 246/1992 Sb.).
V některých evropských zemích naopak není porážka bez omráčení povolena vůbec (například Švédsko a Švýcarsko). V některých zemích, kde existují náboženské výjimky z pravidel pro porážení zvířat, však přesto muslimové dobrovolně porážejí zvířata s předchozím omráčením. Podle průzkumu projektu Evropské unie DIALREL se takto děje při 74 % porážek skotu ve Velké Británii či 98 % téhož v Německu, taktéž dle údajů britského parlamentu je omráčeno více než 80 % zvířat zabitých ve Spojeném království při náboženských porážkách.

## Halal versus košer
Muslimové mohou v případě potřeby konzumovat košer (hebrejsky כשר‎, „kašer“, doslova vhodné) potraviny s výjimkou alkoholických nápojů a jiných omamných látek, ale židé nesmějí konzumovat halal potraviny. V košer stravování se mimo jiné dbá na (ne)vhodnost kombinování surovin různého typu (to halal neřeší). Halal se spokojuje s prostým výčtem toho, co je muslimovi zakázáno nebo povoleno konzumovat.